# غويلرمو كلاين
غويلرمو كلاين (بالإسبانية: Guillermo Klein)‏ هو ملحن وعازف بيانو أرجنتيني، ولد في 1969 في بوينس آيرس في الأرجنتين.

## وصلات خارجية
- غويلرمو كلاين على موقع ميوزك برينز (الإنجليزية)
- غويلرمو كلاين على موقع أول ميوزيك (الإنجليزية)
- غويلرمو كلاين على موقع ديسكوغز (الإنجليزية)